# 赫爾默 (愛達荷州)
赫爾默（英語：Helmer）是位於美國愛達荷州拉塔縣的一個非建制地區。

## 地理
赫爾默的座標為46°48′03″N 116°28′13″W / 46.80083°N 116.47028°W，而該地的平均海拔高度為864米（即2835英尺）。